# Charles Croswell

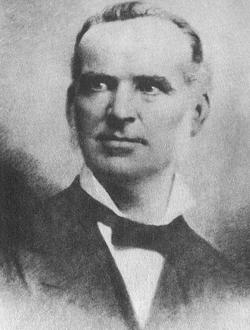
Charles Croswell.

Charles Miller Croswell, född 31 oktober 1825 i Newburgh, New York, död 13 december 1886 i Adrian, Michigan, var en amerikansk politiker. Han var guvernör i delstaten Michigan 1877–1881.
Croswell studerade juridik och deltog i mexikanska kriget. Han gifte sig 1852 med Lucy M. Eddy och paret fick fem barn. Efter några år i Whigpartiet var Croswell 1854 med om att grunda Republikanska partiet.
Croswell var elektor för Ulysses S. Grant i presidentvalet i USA 1868. Som republikanernas kandidat vann han guvernörsvalen 1876 och 1878. Croswell efterträddes 1881 som guvernör av David Jerome.
Anglikanen Croswell gravsattes på Oakwood Cemetery i Adrian.